# Schmelz
Schmelz (en français Fusion) est une commune en Sarre.

## Géographie

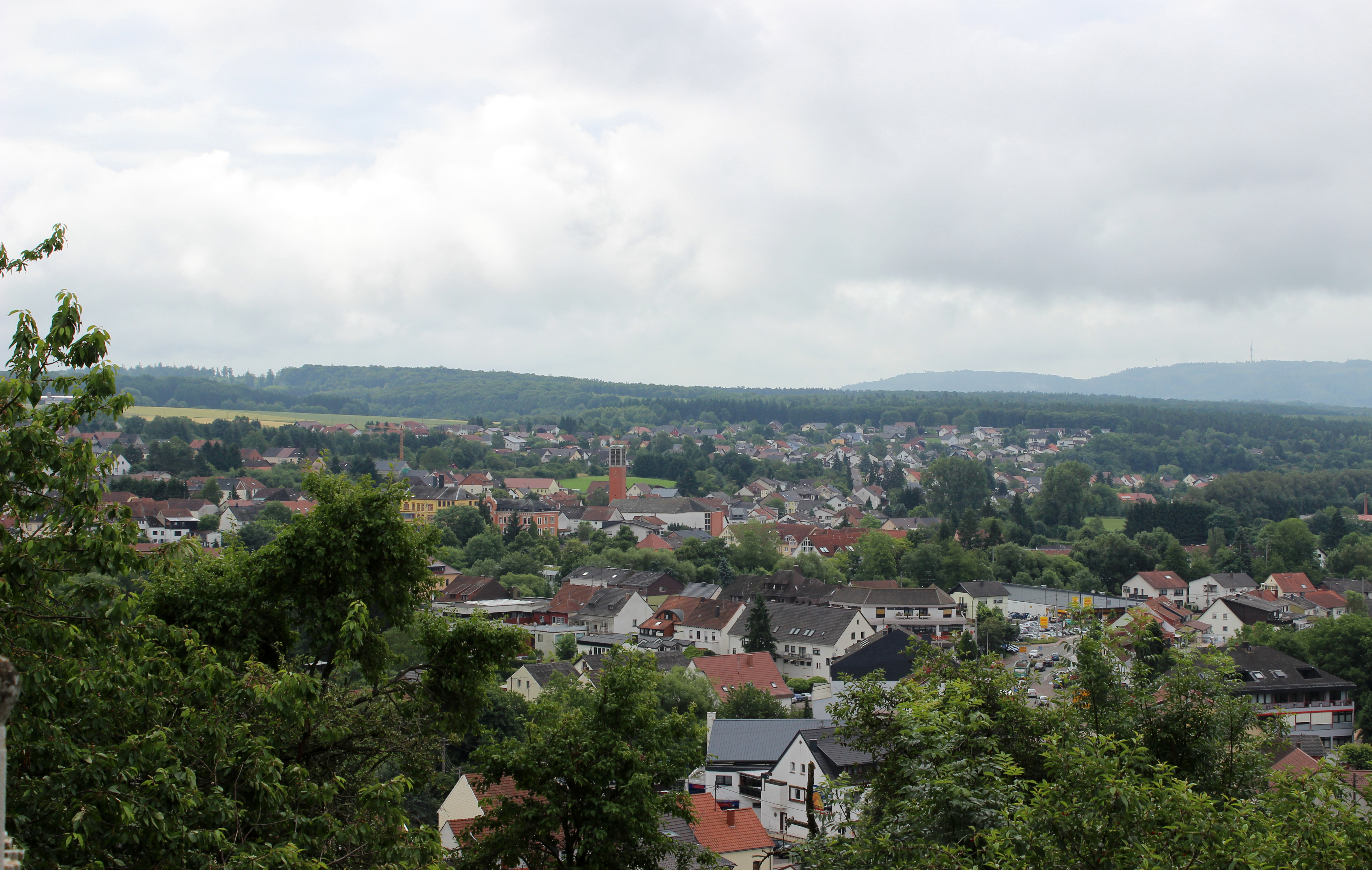

## Quartiers
- Außen
- Bettingen (en français : Bettange).
- Buprich
- Dorf im Bohnental (de)
- Hüttersdorf
- Limbach
- Michelbach
- Primsweiler
- Schmelz (en français : Fusion).

## Typographie
La commune de Schmelz (en français Fusion) tire son nom du Bettinger Schmelz, une ancienne fonderie de fer fondée en 1686 par la famille française de Lenoncourt. Charles Henry Gaspard de Lenoncourt († 1713) a reçu une concession de fonderie du roi de France Louis XIV pendant son règne à Dillange (Dillingen), qui comprenait également Bettange (Bettingen). L'usine s'élevait sur les rives de la rivière Prims et consistait parfois en deux fours de fusion, pour un moulin à timbres et pour une fonderie pour des assiettes et des articles ménagers. Le minerai provenait de l'exploitation à ciel ouvert dans la région autour de Lebach, Gresaubach et Rümmelbach, le charbon de bois provenait de la zone boisée et la force hydraulique de la rivière Prims qui servait à alimenter les machines. Après le passage du charbon de bois au charbon, il y avait trop d'inconvénients pour cette localisation, car le charbon devait être acheminé depuis les régions houillères plus éloignées de la Sarre, de sorte que la fonderie a été fermée en 1868.

## Administration
- - 1991 : Conrad Steffen, CDU
- 1991 - : Armin Emanuel, SPD

## Jumelages
- Mitry-Mory (France)
- Astfeld (Italie)
- Lauchhammer (Allemagne)